# Namba ai ~Ima, omou koto~
Namba ai ~Ima, omou koto~ (jap. 難波愛〜今、思うこと〜) – trzeci oryginalny album japońskiego zespołu NMB48, wydany w Japonii 2 sierpnia 2017 roku przez laugh out loud records.
Album został wydany w pięciu edycjach: regularnej (CD), trzech limitowanych CD+DVD (Type N, Type M, Type B) oraz „teatralnej” (CD). Album osiągnął 1 pozycję w rankingu Oricon i pozostał na liście przez 20 tygodni, sprzedał się w nakładzie 203 303 egzemplarzy. Zdobył status złotej płyty.

## Lista utworów
Wszystkie utwory zostały napisane przez Yasushiego Akimoto.

### Wersja regularna
| CD  | CD | CD                            | CD                      | CD      |
| Nr  | Tytuł utworu | Kompozycja                    | Aranżacja               | Długość |
| --- | --- | ----------------------------- | ----------------------- | ------- |
| 1.  | „Masaka Singapore” (jap. まさかシンガポール)                                                                      | Takayuki Ōta                  | Takayuki Ōta            |         |
| 2.  | „Namba ai” (jap. 難波愛)                                                                                          | Teruhisa Yorimitsu            | Teruhisa Yorimitsu      |         |
| 3.  | „Boku wa aisarete wa inai” (jap. 僕は愛されてはいない) (wyk. Miru Shiroma)                                        | Atsushi Umeguchi              | Hiroshi Sasaki          |         |
| 4.  | „Boku igai no dareka” (jap. 僕以外の誰か)                                                                         | Carlos K., Akira Sunset       | Carlos K., Akira Sunset |         |
| 5.  | „Boku wa inai” (jap. 僕はいない)                                                                                  | aokado                        | Makoto Wakatabe         |         |
| 6.  | „Amagami hime” (jap. 甘噛み姫)                                                                                    | Satoshi Watanabe              | Makoto Wakatabe         |         |
| 7.  | „Must be now” | Carlos K.                     | Carlos K.               |         |
| 8.  | „Durian shōnen” (jap. ドリアン少年)                                                                               | Takanori Fujimoto             | Seiji Mutō              |         |
| 9.  | „Don't look back!”                                                                                                | Carlos K.                     | Seiji Mutō              |         |
| 10. | „Rashikunai” (jap. らしくない)                                                                                    | Toshinari Ōnishi              | Yūichi "Masa" Nonaka    |         |
| 11. | „365 nichi no kamihikōki” (jap. 365日の紙飛行機) (wyk. Sayaka Yamamoto)                                           | Toshikazu Kadono, Hiroki Aoba | Hidekazu Sakamoto       |         |
| 12. | „Short Cut no natsu” (jap. ショートカットの夏) (wyk. Ririka Sutō)                                                 | Takahiro Tsuji                | Takahiro Tsuji          |         |
| 13. | „Priority” (jap. プライオリティー) (wyk. Momoka Kinoshita)                                                        | Tadashi Tsukida               | Tadashi Tsukida         |         |
| 14. | „Asphalt no namida” (jap. アスファルトの涙)                                                                       | Kentarō Suzuki                | Yūsuke Itagaki          |         |
| 15. | „Tomodachi” (jap. 友達) (wyk. Nana Yamada, Sayaka Yamamoto)                                                       | Shinya Tada                   | Takashi Shimada         |         |
| 16. | „Sotsugyō ryokō” (jap. 卒業旅行)                                                                                  | Takamitsu Shimazaki           | Takamitsu Shimazaki     |         |
| 17. | „Niji no tsukurikata” (jap. 虹の作り方) (wyk. Yūri Ōta, Nagisa Shibuya, Ririka Sutō, Kokoro Naiki, Shū Yabushita) | Takahiro Tsuji                | Takahiro Tsuji          |         |
| 18. | „Dotonbori yo, nakasetekure!” (jap. 道頓堀よ、泣かせてくれ!)                                                      | Akira Sunset                  | Yūichi "Masa" Nonaka    |         |

### Type N
| CD  | CD                                                                    | CD                      | CD                      | CD      |
| Nr  | Tytuł utworu                                                          | Kompozycja              | Aranżacja               | Długość |
| --- | --------------------------------------------------------------------- | ----------------------- | ----------------------- | ------- |
| 1.  | „Masaka Singapore” (jap. まさかシンガポール)                          | Takayuki Ōta            | Takayuki Ōta            |         |
| 2.  | „Namba ai” (jap. 難波愛)                                              | Teruhisa Yorimitsu      | Teruhisa Yorimitsu      |         |
| 3.  | „Boku igai no dareka” (jap. 僕以外の誰か)                             | Carlos K., Akira Sunset | Carlos K., Akira Sunset |         |
| 4.  | „Boku wa inai” (jap. 僕はいない)                                      | aokado                  | Makoto Wakatabe         |         |
| 5.  | „Amagami hime” (jap. 甘噛み姫)                                        | Satoshi Watanabe        | Makoto Wakatabe         |         |
| 6.  | „Must be now”                                                         | Carlos K.               | Carlos K.               |         |
| 7.  | „Durian shōnen” (jap. ドリアン少年)                                   | Takanori Fujimoto       | Seiji Mutō              |         |
| 8.  | „Don't look back!”                                                    | Carlos K.               | Seiji Mutō              |         |
| 9.  | „Rashikunai” (jap. らしくない)                                        | Toshinari Ōnishi        | Yūichi "Masa" Nonaka    |         |
| 10. | „Kodoku Guitar” (jap. 孤独ギター) (wyk. Team N)                       | Sayaka Yamamoto         | Yūichi "Masa" Nonaka    |         |
| 11. | „Sora kara ai ga futtekuru” (jap. 空から愛が降って来る) (wyk. Team N) | Ichi                    | Yūsuke Itagaki          |         |
| 12. | „Hakanai monogatari” (jap. 儚い物語) (wyk. Team N)                    | Takahiro Tsuji          | Yūichi "Masa" Nonaka    |         |
| 13. | „Kyūsen kyōtei” (jap. 休戦協定) (wyk. Team N)                         | you-me                  | you-me                  |         |
| 14. | „Ren'ai Petenshi” (jap. 恋愛ペテン師) (wyk. Team N)                   | Kōhei Wada              | Kōhei Wada              |         |
| 15. | „Inochi no heso” (jap. 命のへそ) (wyk. Team N)                        | Atsushi Umeguchi        | Araken                  |         |
| 16. | „Yume ni iro ga nai riyū” (jap. 夢に色がない理由) (wyk. Team N)       | Takanori Fujimoto       | Wakatabe Makoto         |         |
| 17. | „Mayonaka no tsuyogari” (jap. 真夜中の強がり)                         | Ran Kumagai             | Ran Kumagai, SAIKI      |         |
| 18. | „Shigamitsuita seishun” (jap. しがみついた青春)                       | Daisuke Toyama          | Seiji Mutō              |         |

| DVD | DVD                                                                                    | DVD     |
| Nr  | Tytuł utworu                                                                           | Długość |
| --- | -------------------------------------------------------------------------------------- | ------- |
| 1.  | „Masaka Singapore” (jap. まさかシンガポール) (Music Video)                             |         |
| 2.  | „Masaka Singapore” (jap. まさかシンガポール) (Music Video Dancing Version)             |         |
| 3.  | „Masaka Singapore” (jap. まさかシンガポール) (Music Video Making)                      |         |
| 4.  | „NMB48 MC Battle! ~NMB ai no.1 kettei-sen~” (jap. NMB48 MCバトル!〜NMB愛 No.1決定戦〜) |         |

### Type M
| CD  | CD                                                                  | CD                          | CD                      | CD      |
| Nr  | Tytuł utworu                                                        | Kompozycja                  | Aranżacja               | Długość |
| --- | ------------------------------------------------------------------- | --------------------------- | ----------------------- | ------- |
| 1.  | „Masaka Singapore” (jap. まさかシンガポール)                        | Takayuki Ōta                | Takayuki Ōta            |         |
| 2.  | „Namba ai” (jap. 難波愛)                                            | Teruhisa Yorimitsu          | Teruhisa Yorimitsu      |         |
| 3.  | „Boku igai no dareka” (jap. 僕以外の誰か)                           | Carlos K., Akira Sunset     | Carlos K., Akira Sunset |         |
| 4.  | „Boku wa inai” (jap. 僕はいない)                                    | aokado                      | Makoto Wakatabe         |         |
| 5.  | „Amagami hime” (jap. 甘噛み姫)                                      | Satoshi Watanabe            | Makoto Wakatabe         |         |
| 6.  | „Must be now”                                                       | Carlos K.                   | Carlos K.               |         |
| 7.  | „Durian shōnen” (jap. ドリアン少年)                                 | Takanori Fujimoto           | Seiji Mutō              |         |
| 8.  | „Don't look back!”                                                  | Carlos K.                   | Seiji Mutō              |         |
| 9.  | „Rashikunai” (jap. らしくない)                                      | Toshinari Ōnishi            | Yūichi "Masa" Nonaka    |         |
| 10. | „Koi wa sainan” (jap. 恋は災難) (wyk. Team M)                       | Takehiko Tokunaga           | Makoto Wakatabe         |         |
| 11. | „Saigo no goshakudama” (jap. 最後の五尺玉) (wyk. Team M)            | Daisuke Toyama              | Nao Harada              |         |
| 12. | „Koi o isoge” (jap. 恋を急げ) (wyk. Team M)                         | Hiroki Muramasa, Carlos K.  | Carlos K.               |         |
| 13. | „Migi ni shiteru Ring” (jap. 右にしてるリング) (wyk. Team M)        | Tōru Irie                   | Makoto Wakatabe         |         |
| 14. | „Heart, sakebu.” (jap. ハート、叫ぶ。) (wyk. Team M)                | Takanori Fujimoto           | Yūichi "Masa" Nonaka    |         |
| 15. | „Boku dake no Secret time” (jap. 僕だけのSecret time) (wyk. Team M) | Carlos K.                   | Carlos K.               |         |
| 16. | „Good-bye, Guitar” (wyk. Team M)                                    | Yuki Shimada, Seiji Iwasaki | Yūichi "Masa" Nonaka    |         |
| 17. | „Mayonaka no tsuyogari” (jap. 真夜中の強がり)                       | Ran Kumagai                 | Ran Kumagai, SAIKI      |         |
| 18. | „Shigamitsuita seishun” (jap. しがみついた青春)                     | Daisuke Toyama              | Seiji Mutō              |         |

| DVD | DVD | DVD     |
| Nr  | Tytuł utworu | Długość |
| --- | --- | ------- |
| 1.  | „Masaka Singapore” (jap. まさかシンガポール) (Music Video)                                                                       |         |
| 2.  | „Masaka Singapore” (jap. まさかシンガポール) (Music Video Dancing Version)                                                       |         |
| 3.  | „Masaka Singapore” (jap. まさかシンガポール) (Music Video Making)                                                                |         |
| 4.  | „Singapore de masaka!? (Singapore Flyer, River Cruise)” (jap. シンガポールでまさか!?（シンガポール フライヤー、リバークルーズ）) |         |

### Type B
| CD  | CD                                                                            | CD                      | CD                      | CD      |
| Nr  | Tytuł utworu                                                                  | Kompozycja              | Aranżacja               | Długość |
| --- | ----------------------------------------------------------------------------- | ----------------------- | ----------------------- | ------- |
| 1.  | „Masaka Singapore” (jap. まさかシンガポール)                                  | Takayuki Ōta            | Takayuki Ōta            |         |
| 2.  | „Namba ai” (jap. 難波愛)                                                      | Teruhisa Yorimitsu      | Teruhisa Yorimitsu      |         |
| 3.  | „Boku igai no dareka” (jap. 僕以外の誰か)                                     | Carlos K., Akira Sunset | Carlos K., Akira Sunset |         |
| 4.  | „Boku wa inai” (jap. 僕はいない)                                              | aokado                  | Makoto Wakatabe         |         |
| 5.  | „Amagami hime” (jap. 甘噛み姫)                                                | Satoshi Watanabe        | Makoto Wakatabe         |         |
| 6.  | „Must be now”                                                                 | Carlos K.               | Carlos K.               |         |
| 7.  | „Durian shōnen” (jap. ドリアン少年)                                           | Takanori Fujimoto       | Seiji Mutō              |         |
| 8.  | „Don't look back!”                                                            | Carlos K.               | Seiji Mutō              |         |
| 9.  | „Rashikunai” (jap. らしくない)                                                | Toshinari Ōnishi        | Yūichi "Masa" Nonaka    |         |
| 10. | „Let it snow!” (wyk. Team BII)                                                | Akihito Tanaka          | Yūichi "Masa" Nonaka    |         |
| 11. | „Mōsō Machine 3-gōki” (jap. 妄想マシーン3号機) (wyk. Team BII)                | Akihiko Nakamura        | Akihiko Nakamura        |         |
| 12. | „Ferry” (jap. フェリー) (wyk. Team BII)                                       | Daisuke Toyama          | Makoto Wakatabe         |         |
| 13. | „Star ni nante naritakunai” (jap. スターになんてなりたくない) (wyk. Team BII) | Shinji Tamura           | Hiroshi Sasaki          |         |
| 14. | „Romantic Snow” (jap. ロマンティックスノー) (wyk. Team BII)                   | Yuka Uchiyae            | Makoto Wakatabe         |         |
| 15. | „Kokoro no moji o kake!” (jap. 心の文字を書け!) (wyk. Team BII)               | Narimoto_Tomomi         | Hiroshi Sasaki          |         |
| 16. | „Kūfuku de ren'ai o suru na” (jap. 空腹で恋愛をするな) (wyk. Team BII)        | Masahiro Kawaura        | Hiroshi Sasaki          |         |
| 17. | „Mayonaka no tsuyogari” (jap. 真夜中の強がり)                                 | Ran Kumagai             | Ran Kumagai, SAIKI      |         |
| 18. | „Shigamitsuita seishun” (jap. しがみついた青春)                               | Daisuke Toyama          | Seiji Mutō              |         |

| DVD | DVD | DVD     |
| Nr  | Tytuł utworu | Długość |
| --- | --- | ------- |
| 1.  | „Masaka Singapore” (jap. まさかシンガポール) (Music Video)                                                           |         |
| 2.  | „Masaka Singapore” (jap. まさかシンガポール) (Music Video Dancing Version)                                           |         |
| 3.  | „Masaka Singapore” (jap. まさかシンガポール) (Music Video Making)                                                    |         |
| 4.  | „Singapore de masaka!? (Merlion, Infinity Pool)” (jap. シンガポールでまさか!?（マーライオン、インフィニティプール）) |         |

### Edycja teatralna
| CD  | CD | CD                      | CD                      | CD      |
| Nr  | Tytuł utworu | Kompozycja              | Aranżacja               | Długość |
| --- | --- | ----------------------- | ----------------------- | ------- |
| 1.  | „Masaka Singapore” (jap. まさかシンガポール)                                                                                           | Takayuki Ōta            | Takayuki Ōta            |         |
| 2.  | „Namba ai” (jap. 難波愛) | Teruhisa Yorimitsu      | Teruhisa Yorimitsu      |         |
| 3.  | „Sasasa saikō!” (jap. サササ サイコー！) (wyk. Ayaka Yamamoto, Rei Jōnishi, Cocona Umeyama, Suzu Yamada, Momoka Iwata, Mirai Mizokawa) | K-WONDER, SAS3          | Yūichi "Masa" Nonaka    |         |
| 4.  | „Boku igai no dareka” (jap. 僕以外の誰か)                                                                                              | Carlos K., Akira Sunset | Carlos K., Akira Sunset |         |
| 5.  | „Boku wa inai” (jap. 僕はいない) | aokado                  | Makoto Wakatabe         |         |
| 6.  | „Amagami hime” (jap. 甘噛み姫) | Satoshi Watanabe        | Makoto Wakatabe         |         |
| 7.  | „Must be now” | Carlos K.               | Carlos K.               |         |
| 8.  | „Durian shōnen” (jap. ドリアン少年) | Takanori Fujimoto       | Seiji Mutō              |         |
| 9.  | „Don't look back!” | Carlos K.               | Seiji Mutō              |         |
| 10. | „Rashikunai” (jap. らしくない) | Toshinari Ōnishi        | Yūichi "Masa" Nonaka    |         |
| 11. | „Ima naraba” (jap. 今ならば) (wyk. SayaMilky)                                                                                          | Sayaka Yamamoto         | Ikuta Machine           |         |
| 12. | „Yume no nagori” (jap. 夢の名残り) (wyk. Miyuki Watanabe)                                                                              | Shinya Sumida           | Daisuke Kahara          |         |
| 13. | „Taiyō ga sakamichi o noboru koro” (jap. 太陽が坂道を昇る頃) (wyk. Kenkyūsei)                                                          | Yuma Kawashima          | Hiroshi Sasaki          |         |
| 14. | „Tochū gesha” (jap. 途中下車) | Yuma Kawashima          | Yūsuke Itagaki          |         |
| 15. | „Nietzsche senpai” (jap. ニーチェ先輩) (wyk. Namba Teppōtai Sono Roku)                                                                 | Shūtarō Katagiri        | Shūtarō Katagiri        |         |
| 16. | „Sayonara, kakato o fumu hito” (jap. サヨナラ、踵を踏む人) (wyk. Namba Teppōtai Sono Nana)                                             | Yōji Noi                | Yōji Noi                |         |
| 17. | „Dōdemo ii hito kamen” (jap. どうでもいい人仮面)                                                                                       | Bugbear                 | Makoto Wakatabe         |         |
| 18. | „Kataomoi yori mo omoide o...” (jap. 片想いよりも思い出を…)                                                                            | Kazuya Matsumoto        | Yūsuke Itagaki          |         |